# Ceratomyxa minima
Ceratomyxa minima is een microscopische parasiet uit de familie Ceratomyxidae. Ceratomyxa minima werd in 1960 beschreven door Meglitsch. 